# Wassily Leontief
Wassily Leontief (in russo Василий Васильевич Леонтьев?, Vasilij Vasil'evič Leont'ev; Monaco di Baviera, 5 agosto 1905 – New York, 5 febbraio 1999) è stato un economista russo naturalizzato statunitense, vincitore del Premio Nobel per l'economia nel 1973 ed inventore del sistema input-output, un'applicazione della matematica all'economia ed uno strumento di previsione dei più utilizzati dai programmatori economici.

## Biografia
Nato a Monaco di Baviera, cresciuto a Pietroburgo, Leontief lasciò la Russia nel 1925, arrivò negli Stati Uniti d'America nel 1930, nel 1931 entrò nel National bureau of economic research (NBER), un'organizzazione privata non profit di ricerche economiche, insegnò nelle Università di Harvard e di New York. Premio Nobel per l'economia nel 1973, dal 1975 fu socio straniero dell'Accademia dei Lincei.
Secondo il premio Nobel per l’economia Leontief, «quando
in agricoltura venne introdotto il trattore i cavalli avrebbero potuto decidere di lavorare per meno biada e meno fieno, ma poiché nel frattempo i trattori sarebbero diventati sempre più
potenti, se alla fine i cavalli avessero anche deciso di lavorare
gratis (cioè senza biada e senza fieno) sarebbero stati ritenuti
non più produttivi e mandati ugualmente al macello». Secondo Pierre Carniti è quanto
purtroppo si è verificato per milioni di lavoratori alla fine del XX secolo.

## Il sistema input-output
Il sistema input-output, che lo ha reso celebre, si basa sull'utilizzazione di un numero enorme di dati e di statistiche, e consiste nel suddividere un sistema economico in settori e nel mettere in evidenza le reciproche interdipendenze, ovvero ciò che ogni settore prende dagli altri (input) e ciò che fornisce a ogni altro settore economico (output). Leontief costruisce in questo modo una matrice, o tabella a doppia entrata, che riassume tutte le transazioni di beni o di servizi avvenute nel sistema in un certo periodo, e fornisce quindi una immagine analitica di quel sistema (in genere un'economia nazionale) in un certo momento e a un certo grado di sviluppo tecnologico.
Questa immagine è caratterizzata dalle relazioni di scambio fra settore e settore, che variano al variare della produzione di ogni singolo settore: lo studio di queste variazioni consente di fare previsioni molto accurate sugli effetti della introduzione di nuove tecnologie, della fondazione di nuove industrie, ed in genere della strategia economica che si vuole applicare. L'analisi input-output è divenuta uno strumento essenziale per la programmazione economica, sia nei Paesi che adottano una economia pianificata sia in quelli che mantengono l'economia di mercato.

## Pubblicazioni
Tra le opere più interessanti possono ricordarsi:
- The Structure of American Economy, 1919–1929, Cambridge, Harvard University Press, 1941.
- The structure of American economy, 1919-1939 : an empirical application of equilibrium analysis, New York, Oxford University Press, 1951.
- Studies in the structure of the american economy : theoretical and empirical explorations in input-output analysis, coautore Hollis B. Chenery, White Plains, International arts and sciences press, 1953.
- Essays in Economics : Theories and Theorizing, New York, Oxford University Press, 1966.
- Input-output economics, New York, Oxford University Press, 1966.
- The economic system in an Age of discontinuity : Long-range planning or market reliace?, coautore Herbert Stein, New York, New York University Press, 1976.
- The future of the world economy : a United Nations study, coautori A. Carter e P. Petri, New York, Oxford University Press, 1977.
- Population, Food and Energy and the Prospects for Worldwide Economic Growth to the Year 2030, coautore I. Sohn, Oxford, 1982.
- The Future of nonfuel minerals in the U.S. and world economy : input-output projections, 1980-2030, coautori J. Koo, S. Nasar e I. Sohn, Lexington, Lexington Books, 1983.